# Rybolov na dírkách

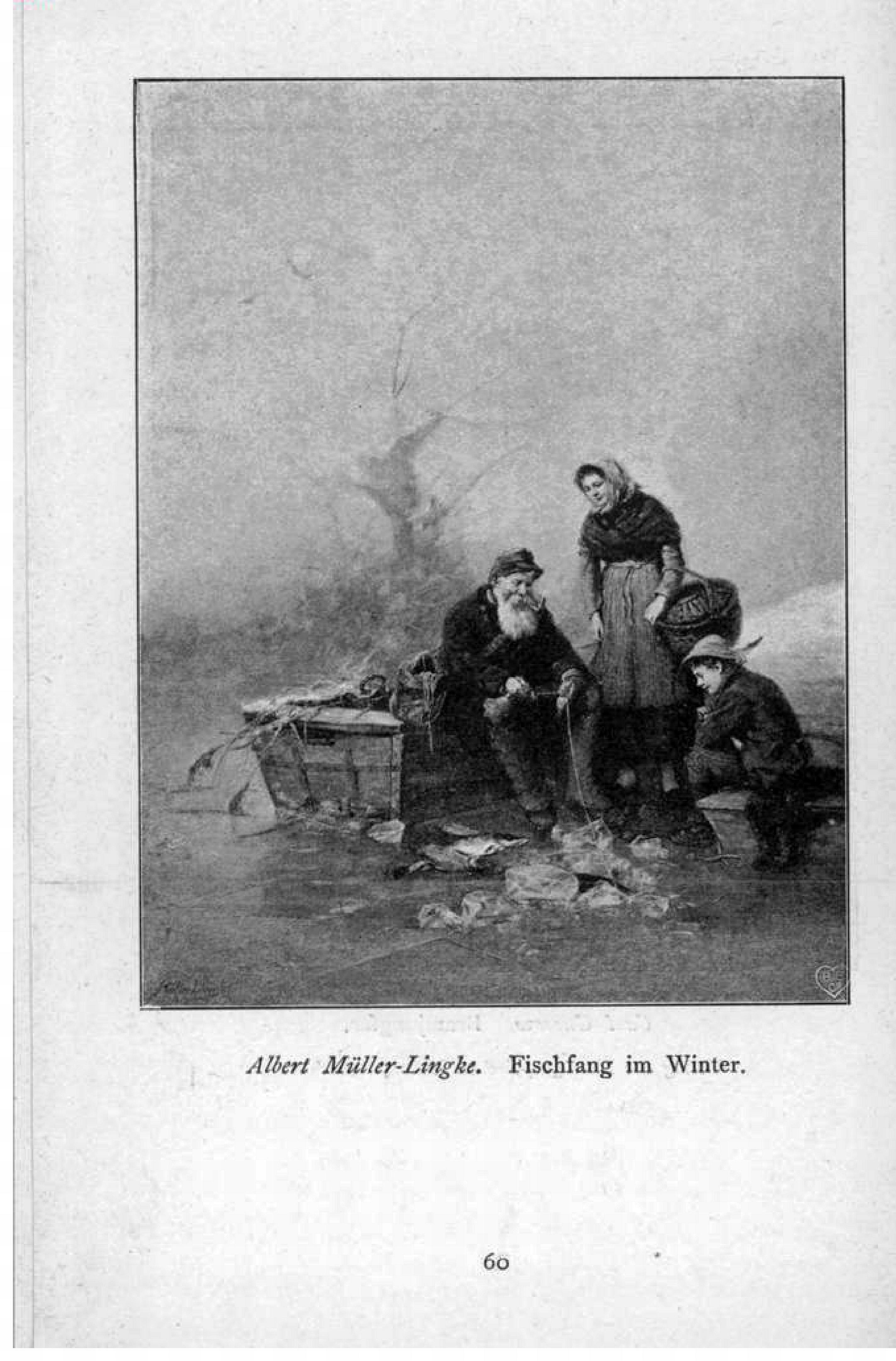
Rybolov na dírce

Rybolov na dírkách je způsob lovu ryb v zimním období, kdy jsou vody dlouhodobě zamrzlé. Rybařit na dírkách se může v drtivé většině pouze na soukromých revírech. Poněvadž se mnohdy rybář pohybuje po ledě, je důležité, aby několik dní předem silně mrzlo a tloušťka ledu byla alespoň 10 cm.

## Pravidla bezpečnosti
Díru do ledu vytvoří buďto rybář sám, nebo majitel či pracovník revíru pomocí speciálního vrtáku na ruční nebo motorový pohon. Najdou se i někteří, kteří vrtají díru motorovou pilou – jedná se ale o poměrně nebezpečný způsob. Pokud se na ledě vrtá více děr, bezpečná vzdálenost mezi nimi je min. 5 m. Na každé dírce se pak loví pouze jedním prutem. Průměr vyvrtané díry by neměl přesáhnout 25 cm.

## Udržení dírky v lovném stavu
Skrze vyvrtanou dírku rybář spustí svou návnadu ze speciálního prutu na dírky, který je podstatně menší než pruty používané u jiných způsobů rybolovu. Díru je potřeba udržet v lovném stavu, aby nezamrzla. Rybářskou naběračkou, která připomíná cedník, odebírá rybář napadaný sníh a vytvořené kousky ledu.
Výběr ryb, které se v českých podmínkách dají ulovit na dírkách
- pstruh duhový
- siven
- okoun
- jeseter
- candát
- kapr

## Prut na dírky
Mívá rozměry 50-75 cm a váží jen několik dekagramů. Dále se liší v tuhosti (akci). Rukojeť se vyrábí z materiálů, které nestudí – např. korek, nebo neopren. Součástí prutu jsou i odolná očka. Většinou se zvlášť přikupuje naviják, vlasec a další příslušenství. Tělo prutu bývá vyrobeno z uhlíkového materiálu nebo sklolaminátu.